# Wang Haibin
Wang Haibin (n. 15 decembrie 1973, Nanning⁠(d), Republica Populară Chineză) este un scrimer ce a reprezentat Republica Populară Chineză, medaliat olimpic. A participat la 4 ediții ale Jocurilor Olimpice (1992, 1996, 2000, 2004) în care a câștigat o medalie de argint.